# 星影のエール
「星影のエール」（ほしかげのエール）はGReeeeNの34枚目のシングル。ZEN MUSICから2020年6月24日に発売された。

## 概要
前作の「約束×No title」より1年4か月ぶりとなるシングル。NHK連続テレビ小説『エール』主題歌。
2020年5月11日に配信リリースされ、5月11日付のオリコンデイリーデジタルシングルランキングで1位を獲得。また、iTunes総合リアルタイムソングチャートや、レコチョク総合シングルランキングデイリーなどの配信サイトで1位を獲得し、総計27冠を達成した。
オリコンシングルチャート7月6日付では週間5位を記録し、2014年3月リリースの「愛すべき明日、一瞬と一生を」（8位）以来、約6年3か月ぶりにトップ10入りをした。さらにトップ5に入ったのは2009年5月リリースの「遥か」(2位) 以来、実に11年ぶりになった。
8月7日にはYouTubeにて、キャラクターデザインに「アルプスの少女ハイジ」、「スーパーマリオ」、「ポケットモンスター」などのデザインや監修を手掛けた小田部羊一、監督とCG制作に「カップヌードル×ONE PIECE」コラボCM「HUNGRY DAYS」や映画「ドラえもん のび太の新恐竜」の恐竜CG、ヨルシカの楽曲「ノーチラス」でMVの制作などに携わったCGクリエイター森江康太を迎えたMUSIC VIDEOが公開された。
2020年12月31日放送の第71回NHK紅白歌合戦にて同曲で初出場を果たした。

## 認定と売上
|                                | 認定 (RIAJ) | 売上/再生回数 |
| ------------------------------ | ----------- | ------------- |
| フィジカルCD                   | 未公表      | 27,000 枚     |
| ダウンロード                   | ゴールド    | 134,000 DL    |
| ストリーミング                 | シルバー    | 30,000,000*   |
| *認定のみに基づく売上/再生回数 |             |               |

## 収録曲
- 作詞・作曲 :GReeeeN

1. 星影のエール [3:21]
  - NHK連続テレビ小説『エール』主題歌
  - CD販売に先駆け同年5月11日からデジタル配信された。
2. ハロー グッバイ by “STAY HOME” [3:53]
3. 福ある島 [4:06]
  - 8thアルバム『うれD』収録
  - 第69回 全国植樹祭 ふくしま2018 大会 テーマソング
4. 贈る言葉[4:02]
  - 編曲：高田翼
  - 32ndシングル
  - 映画『走れ!T校バスケット部』主題歌
5. 楽しくしゃべエール from 9SJ [5:50]
  - 過去のツアーよりメンバーのMCを一部収録

## ミュージックビデオ以外の映像
NHK福島放送局より、『エール』の舞台となった福島県の59市町村をひとつにつないだ「星影のエール　福島colors ver.」というプロモーションビデオが制作された。

フロンティア大使を務めるGReeeeN結成の地、郡山市と連携し「届け！みんなのエール」を制作。これは自らも医療従事者であるGReeeeNの「星影のエール」に乗せて、医療従事者などのエッセンシャルワーカーに感謝と激励を届けようという映像になっている。

「#遠くまで響くはエール」キャンペーンの第1弾として「父に贈るエール」を制作。映像には俳優・武道家の藤岡弘、の写真も使用されている。

## エール出演者によるカバー
- 「母に贈るエール[12]」
  - 歌唱・石田星空(古山裕一役)、清水香帆(関内音役)、山口太幹(佐藤久志役)、込江大牙(村野鉄男役)
- 「みんなで星影のエール[13]」
  - 歌唱・井上希美(藤丸役)、柿澤勇人(山藤太郎役)、加弥乃(杉山あかね役)、小南満佑子(夏目千鶴子役)、古川雄大(御手洗清太郎役)、堀内敬子 (菊池昌子→藤堂昌子役)、  松井玲奈(関内吟役)、森七菜(関内梅→田ノ上梅役)、山崎育三郎(佐藤久志役)、吉原光夫(岩城新平役)